# Taxeotis phaeopa
Taxeotis phaeopa är en fjärilsart som beskrevs av Oswald Beltram Lower 1899. Taxeotis phaeopa ingår i släktet Taxeotis och familjen mätare. Inga underarter finns listade i Catalogue of Life.